# 虚舟

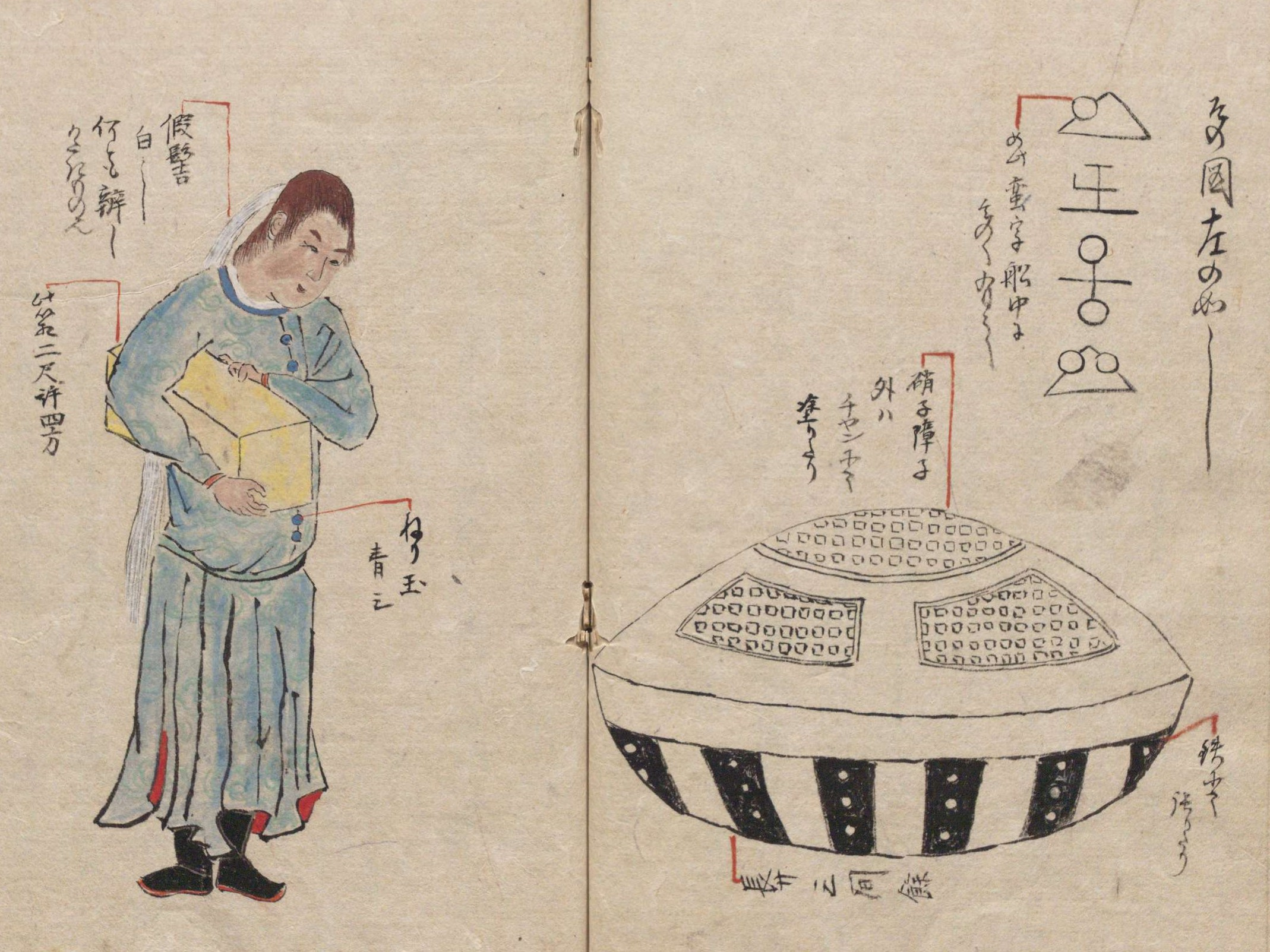
うつろ舟の蛮女（『弘賢随筆』）

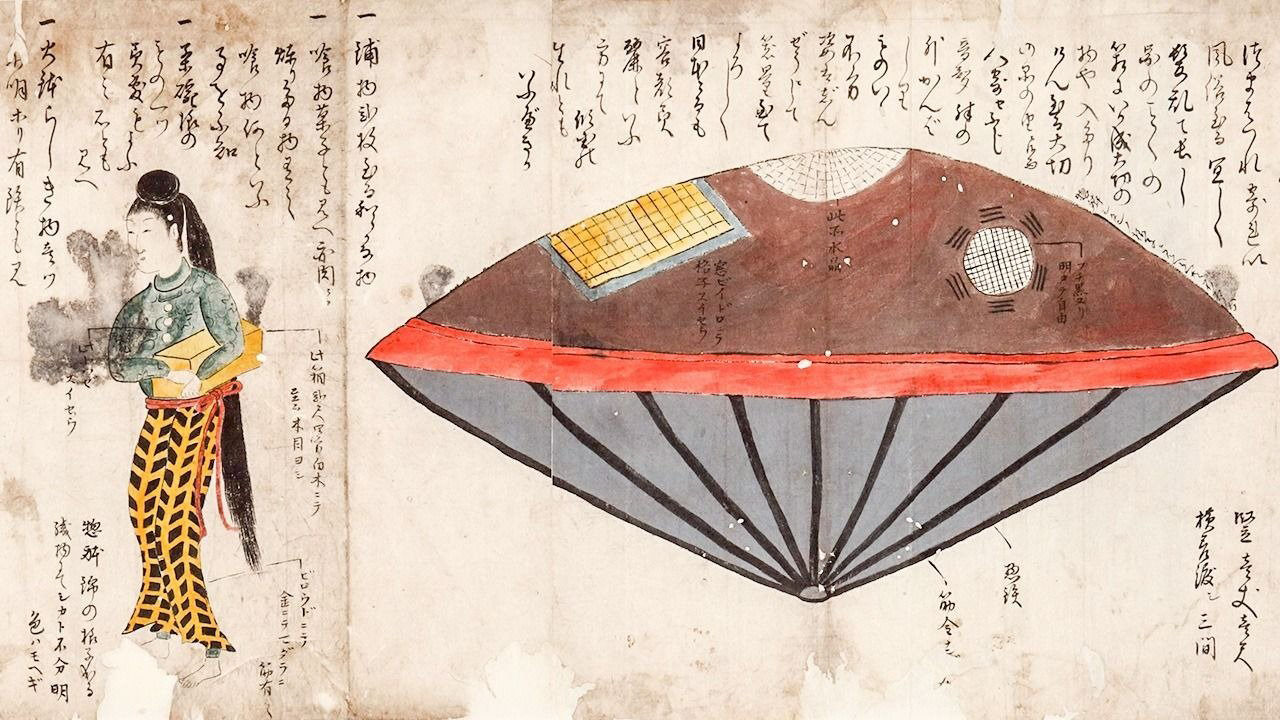
常陸国の原舎ヶ浜に流れ着いた虚舟（漂流記集）

虚舟（うつろぶね）は、日本各地の民俗伝承に登場する舟である。他に「空穂船（うつぼぶね）」「うつぼ舟」とも呼ばれる。

## 概要

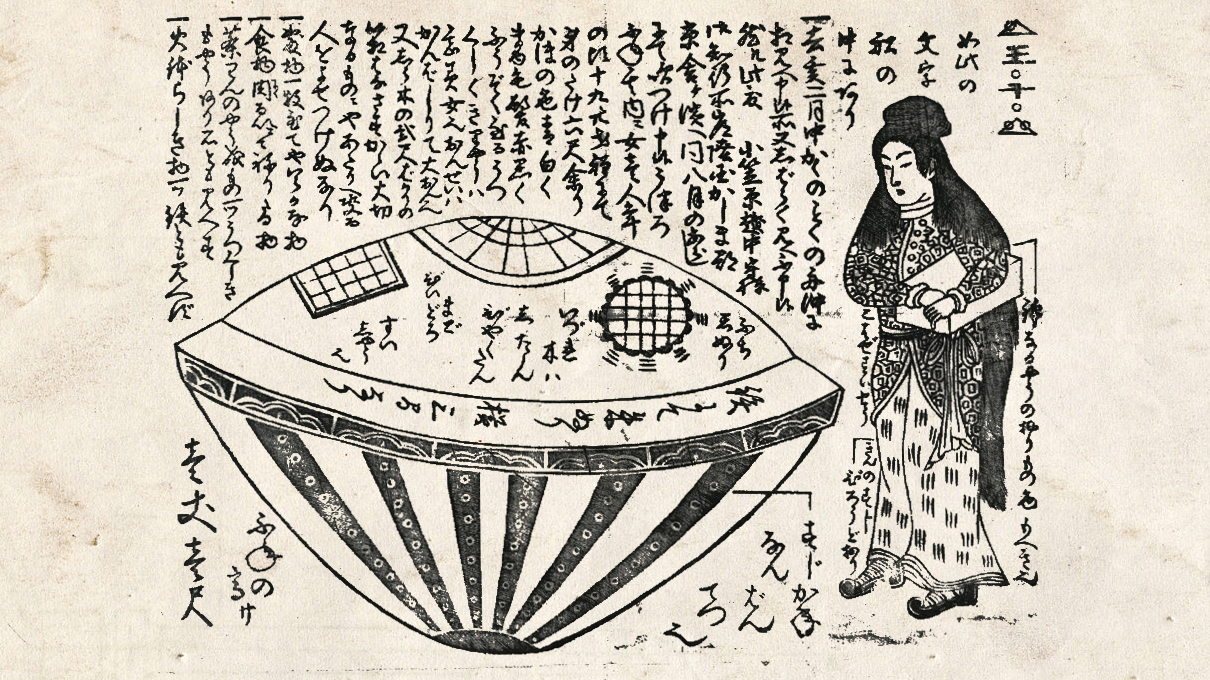
長橋亦次郎の描いた虚舟

最も著名な事例が後述の享和3年（1803年）常陸国のものであるが、それ以外にも寛政8年（1796年）加賀国見屋のこし、元禄12年（1699年）尾張国熱田沖、越後国今町、正徳年間伊予国日振島、明治16年（1883年）神戸沖などの記録がある。
『風姿花伝』によれば、官人としての活動を終えた秦河勝は難波からうつぼ舟に乗り込み坂越に至ったという。
『鸚鵡籠中記』元禄12年（1699年）6月5日条に熱田に漂着したという「空穂船」について以下のような記述がある。ただし同書には後世の加筆部分も存在することが指摘されており、空穂船の描写が後に加筆された可能性もないわけではない。
柳原紀光『閑窓自語』には、寛政8年（1796年）に「加賀見屋のこし」に漂着した異国の小舟の記述がある。
『折口信夫全集』第三巻に収録されている「霊魂の話」（初出は『民俗学』第一巻第三号・郷土研究会講演、 1929年9月）には、折口信夫や柳田國男のうつぼ舟、かがみの舟に対する考察が記載されている。それによると、うつぼ舟、かがみの舟は、「たまのいれもの」、つまり「神の乗り物」である。かがみの舟は、荒ぶる常世浪を掻き分けて本土に到着したと伝わっていることから潜水艇のようなものであったのではないか、と柳田國男は述べている。
また、折口信夫は、うつぼ舟は、他界から来た神がこの世の姿になるまでの間入っている必要があるため「いれもの」のような形になっていると説いている。
虚舟の形状については常陸国の事例の図版が有名であるが、それ以外には虚舟の形状について記述された史料は殆ど存在しない。箱舟と書かれた史料が若干存在するのみである。

## 常陸国のうつろ舟

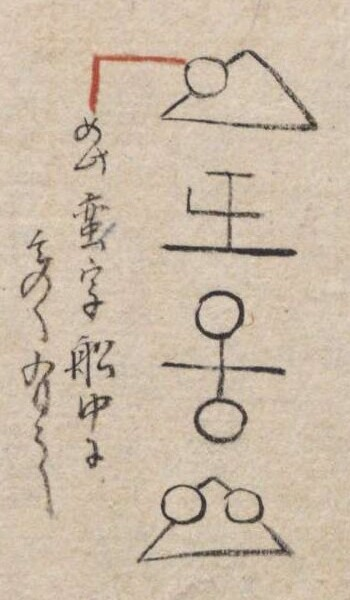
屋代弘賢が記録した「蛮字」

虚舟の伝説の中でも最も広く知られているのは、享和3年（1803年）に常陸国に漂着したとされる事例である。江戸の文人や好事家の集まり「兎園会」で語られた奇談・怪談を、会員の一人曲亭馬琴が『兎園小説』（1825年刊行）に『虚舟の蛮女』との題で図版とともに収録され今に知られているほか、兎園会会員だった国学者・屋代弘賢の『弘賢随筆』にも図版がある。この事例に言及した史料は現在までに7つが確認されており、内容には若干の異同がある。
『兎園小説』の記述する内容は以下のようなものである。
- 享和3年（1803年）2月22日[10]、寄合席・小笠原越中守の知行地・常陸国はらやどりという浜で、沖に舟のようなものが見えたので浦人が小舟を出して浜に引き寄せた。
- 舟の形は香盒のようにまるく長さ3間余り、上は硝子障子でチャン（松脂）で塗り込め、底は鉄の板がねを段々筋のように張っている。
- 船中には図（※右図参照）のような蛮字が多数あった。
- 図のような異様な姿の蛮女がおり、眉と髪は赤く、白く長い入れ髪をしており、言葉は通じず、2尺四方の箱を持ち離そうとしない。
- 調べると水2升ほど瓶に入っており、敷物や菓子、肉を練ったような食べ物がある。
- 浦人が議論したところ、古老が「蛮国の王の娘が嫁いだ後に姦夫と密通したため、男は処刑、女は虚舟に乗せられて生死を天に任せたもので、箱の中身は男の首ではないか。昔もこのようなうつろ船に乗せられた蛮女が近くの浜辺に漂着したことがあったと伝わっている」と言い、官府に報告すると雑費もかかるため、もとのように船に乗せて沖へ引き出して流した。
- 最近浦賀沖に現れたイギリス船にもこのような蛮字があったと言うから、思うに件の蛮女もイギリス、ベンガラ、アメリカなどの蛮王の娘ではないだろうか。
- 魯西亜聞見録には女の衣服は筒袖で腰から上を細く仕立て、髪の毛に白い粉をかけて結ぶとある[11]から、魯西亜属国の夫人ではあるまいか（※滝沢馬琴による頭注）。

2014年に発見された『伴家文書』に、兎園小説で書かれた虚船の漂着地「はらやどり」が「常陸原舎り濱」とあり、原舎り濱は現在の神栖市波崎にある舎利浜であることが判明した。
柳田國男は「うつぼ舟の話」（『中央公論』1926年4月初出、『妹の力』1940年所収）において、『兎園小説』の記述に関しては「駄法螺」と断じているものの、作り話であっても人が信じるだけの「何か基づく所」があったとみて、それは常陸国豊良浦に漂着したと伝わる金色姫伝説であるとしている。
うつほ舟に書かれていたとされる文字について、佐藤秀樹は錬金術記号であるとの説を提唱した。特に3文字目の「🜣」は「銅サフラン」を表す記号と完全に一致しており、他の字も「🜂（「火」を表す）」や「🝨（「浸す」ことを表す）」に別の要素を加えたものだと説明している。なお、錬金術記号は江戸時代の日本でも「蘭学者芝居見立番付」（『芸海余波第一集』所収）で役者番付に見立てた蘭学者の紋所として使用されていることが見える。
佐藤は『藤岡屋日記』に文化4年（1807年）正月16日に下総国海上郡銚子筒賀浦豊浦湊に「金源盛」という名の唐船が漂着した記述があることを指摘する。また平田篤胤は文化露寇・フェートン号事件に関する資料を集めて『千島の白波』（『新修平田篤胤全集補遺5』所収）を編纂しているが、その中に、文化4年（1807年）6月18日の津軽鯵ヶ沢での龍徳丸船頭・吉五郎の談話として、此度のロシアの大将が女性であるという風説に続けて、去年択捉島に小舟で女2、3人が上陸して歩き回っていたため一時牢屋に入れたが、前々から交易のために来ていた女商人だったため許され帰されたという内容が記録されている。これらの事実をもとに佐藤は、元来金色姫伝説の素地がある地域に、現実の唐船の漂着や文化露寇の発生を契機として、ロシアの大将が女性だという風聞やロシア風俗の文献を取り込んで形作られた話だと説明している。また「うつろ舟」の造形も真後ろから見た西洋船をもとにしていると指摘している。

## UFO事件としての調査
一部の古代宇宙飛行士説論者はうつろ舟を地球外や未知の文明由来の産物として取り上げている。うつろ舟の漂着を「江戸時代のUFO飛来事件」、「日本のロズウェル事件」と主張する者もいる。
また一般的な科学的研究と歴史検証を行った事例として、岐阜大学名誉教授であり、量子光学の専門家である田中嘉津夫は、川上仁一の忍術を伝える伴家の古文書から「うつろ舟奇談」に関わる史料を調査し、漂着地の実在地名が「常陸原舎り濱」(現在の神栖市波崎舎利浜）と記されていることから、うつろ舟に関しての記述に具体性があるとの論説を発表した。この論説は地元の新聞社や大手のマスメディアでも取り上げられた。
また「水戸文書」の記録では、円盤型の乗り物には円盤の周囲に謎の文字が標記されていることも確認できる。ロズウェル事件の飛行体にも謎の象形文字が中の操作室に記されていたとの噂や証言も存在することから、ロズウェル事件に酷似しているとの指摘もある。これらの言説がオカルトマニアや海外のUFO研究家の間でも話題を呼んでいる。

## 対馬のうつぼ舟
対馬にもうつぼ舟やそれに類似する伝承が多く存在する。例えば以下の通りである。
- 対馬市の久原の伝承では、浜に流れ着いた朝鮮王族の姫から財宝を奪って殺し、その祟りで佐奈豊の村が滅んだというものがある[21]。
- 久原から程近い女連の佐奈豊には、朝鮮出兵時に某という武将によって対馬に連れて来られた（あるいは不義をして舟で流された）宣祖の娘（李昖王姫）のものとされる墓がある[21]。
- 上対馬町の三宇田には、「はなみごぜ（花宮御前）」という高貴な女性が財物と共に流れ着いたが、三宇田村の住人に殺害され財物を奪われ、祟りを恐れた住人は花宮御前を祀ったものの、祟りのせいで住人は絶え村は廃村となってしまったという伝承がある[21]。ただし、花宮御前は黒田藩の女性であり、キリシタンとなったため、黒田藩を追い出され三宇田に至ったという伝説も存在する[22]。
- 豆酘には高皇産霊尊とされる霊石（高雄むすふ）がうつぼ舟に乗って流れ着いたので、神として祀られた（現在も多久頭魂神社内に高御魂神社がある）[23]。
- 天道法師の母は一般的に内院の照日某の娘とされるが、都にて不義をして懐妊し、対馬に流され着いた女官とする伝承も存在する[23]。
- 豊玉町貝口には、高貴な姫とその侍女達や宝物が流れ着いたが、住人が姫達を殺害して宝物を奪ったという伝承がある[21]。

## その他
- 茨城県鉾田市大竹海岸（鹿島灘海浜公園）には、虚舟の形をしたモニュメントを兼ねた遊具が設置されていた。

## 題材としたフィクション

### 小説
- 光瀬龍『天の空舟忌記』1976年
- 澁澤龍彦『うつろ舟』福武書店、1986年
- 古川薫『空飛ぶ虚ろ舟』文藝春秋、1996年
- 松浦秀昭『虚船』朝日ソノラマソノラマ文庫、1998年

### 漫画
- 諸星大二郎『うつぼ舟の女』1991年

### ゲーム
- 『SIREN』
- 『天穂のサクナヒメ』
- 『ウツロマユ』

### アニメ
- モノノ怪『海坊主』(第3〜5話)2007年

## 関連書籍

### 資料
- 『鶯宿雑記』14巻「常陸国うつろ船流れし事」駒井乗邨、1815年頃? NDLJP:10301138/115
- 『兎園小説』「うつろ舟の蛮女」曲亭馬琴、1825年
- 『弘賢随筆』屋代弘賢、1825年
- 『梅の塵』「空船の事」長橋亦次郎、1844年
- 『漂流紀集』「小笠原越中守知行所着舟」1835年以降?
- 『稲生家文書』「日記（安政 2.正 - 12月）」1855年[24]

### 研究書
- 柳田國男『うつぼ舟の話』1925年（『妹の力』創元社、1940年 NDLJP:1461605/164／『定本 柳田國男集 第九巻』筑摩書房、1962年）
- 皆神龍太郎、志水一夫、加門正一『新・トンデモ超常現象56の真相』 ISBN 4-87233-598-8（虚舟に関する考察あり）
- 加門正一『江戸「うつろ舟」ミステリー』楽工社、2009年 ISBN 978-4-903063-27-0
  - 加門正一「THE MYSTERY OF UTSURO-BUNE: ANCIENT UFO ENCOUNTER IN JAPAN?」Independently published、2019年 ISBN 978-1797793146（英語版）
- 安斎育郎『「だまし」の心理学』PHP研究所、2007年 ISBN 978-4-569-69092-6（不思議事件の考察に記述）
- 田中智『漂着事件の真相―うつろ舟はどこから来たか』アマゾンキンドル／POD、2020/4/23・2021/1/8、（POD）ISBN 4802091087
- 佐藤, 秀樹『曲亭馬琴『兎園小説』の真偽―うつろ舟の蛮女と大酒大食の会』三弥井書店、2022年6月17日。ISBN 978-4-8382-3397-7。